# 奥利弗·菲什和凯尔·刘易斯
奥利弗·菲什（Oliver Fish）和凯尔·刘易斯（Kyle Lewis），合稱為Kish，是美國日間肥皂劇 One Life to Live 中的角色, 此劇由ABC公司播出。奥利弗由Scott Evans飾演，而凯尔 則由 Brett Claywell 飾演，像其它肥皂劇中的情侶一樣，他們也有一個合稱，叫作 "Kish" (取自 Kyle 的 "K" 和 Fish 的 "ish")。

## 背景
当奥利弗和凯尔初次在剧中露面时，观众们都不知道二人曾有一段恋人的过去。早在1992和1993年间，Ryan Phillipe 就在剧中扮演了一个青少年Billy Douglas，在1993年时出柜的故事使节目达到了高峰，也涉及到了一部分艾滋病相关的节目。1994年到1995年间，William M. Cavenaugh 扮演的 Mark Solomon 上Llanview大学时出柜，后来剧情告诉大家他和一位已婚男士 Daniel Colson 有着一段感情。

### 演員
Evans 在2008年1月在剧中扮演奥利弗演出了五集，在随后的一年半时间内不只三十次地出现在剧中。2009年6月，他接受了 AfterElton.com 的专访，同时这个角色就从2009年初开始深入人心了。
2009年1月时，Claywell 本想扮演 Schuyler Joplin ，但是本剧的执行人员们将 Joplin 这个角色给了 Scott Clifton 。

## 故事線
奥利弗从大学毕业后就一直呆在 Llanview ，从08年1月起在 John McBain 的手下做事。他和 Cristian Vega 的兄弟 Antonio Vega 做搭档。他借自己对技术的娴熟帮助 John 完成了许多不同的事情。可是 Talia Sahid 想调回 Llanview 警局工作，菲什就只好在 Cherryvale 警局工作了。当他为 Cherryvale 工作的时候，John 钦点菲什帮助调查 Todd Manning 和神秘女性 Marty Saybrooke 的失踪。Lowell 市长以为自己的电子证据已被销毁，但是菲什凭借着他对电脑和网络技术的能力修复了笔记本电脑，侵入银行记录系统找到了 Todd。 

2009年2月，在 Layla Williamson 忙于 Go Red Ball（舞会）之时，舞会后奥利弗与 Stacy Morasco 发生了一夜情。奥利弗为了追求 Stacy 和 Layla Williamson 分了手。这个月，凯尔刘易斯作为警用实验室的技术员出现在观众们的面前，来确认 David Vickers 的亲子关系，看看他是不是 Buchanan 家族的人。 

2009年3月，奥利弗结束了在医院的安保工作，因为 Cherryvale 警局裁员的关系。他无意中卷进 Rex Balsom 和 Natalie Buchanan 的事情，观看安保录像来证实 Jessica Buchanan 用 Starr Manning 好生生的孩子调换了她死去的孩子。同时，凯尔在寻找为救 Shane Morasco 的供体。最后匹配的供体来自 Roxy Balsom 提供的神秘人的身体。菲什重新在 Llanview 警局得到职位，来到医院找到 John 重披制服。John 请他帮个忙。

2009年4月，奥利弗和凯尔在健身房偶遇，这是大学后的第一次见面。John 在调查一个 KAD 谋杀案，从剧情中得知菲什和凯尔在大学时同属一个兄弟会。凯尔检测了 Roxy 拿来的神秘人的供体。市长想使阴招让 John 进监狱，他和 Talia 拜访了 Marty 的房子。当菲什巡视时，他发现 Sahid 警官的尸体。KAD 凶手留下了蛛丝马迹。Cole 和 Starr 希望凯尔能多做些检测看看是不是有基因上的原因导致他们的孩子的夭折。

2009年5月，凯尔给了 Starr 和 Cole 一个关于孩子的大惊喜。他将各种证据整合后发现死婴是 Jessica 的，活着的那个孩子才是 Starr 和 Cole 的。凯尔告诉 Jared 和 Natalie 自己所知，但是因为他们不想让 Jessica 知道这个消息，他们不得不屈从于凯尔的勒索。凯尔得寸进尺，去 Todd 家勒索他，但是撞见自己的姐姐 Rebecca刘易斯 。后来在 Manning 的住所，被菲什逮捕，但是凯尔得到了 Stacy Morasco 在金钱上的帮助。

2009年6月，奥利弗搬到 Cristian 和 Layla 的公寓和他们一起居住。奥利弗和凯尔恳谈了一次不要干涉对方的生活。奥利弗想让 Layla 给他第二次机会。随后二人进行了第一次约会。凯尔得到了 Gigi Morasco 的帮助。如果 Natalie 撤诉，自己把之前的事情都交代出来。

2009年7月，我们才略微看出了点什么，菲什有些隐藏。他和 Layla 约会时，当 Layla 提到“同志”一词时会紧张不安，也导致那次祝贺晚餐提前收场。凯尔和 Cristian 的闲聊说菲什和 Layla 不会长久。Layla 得到了警局的工作，这正是奥利弗工作的地方。Layla 第一次猜忌奥利弗也许是同志。在 Cristian 阅读了菲什塞给凯尔的信件后，凯尔不得不说了和菲什的过去。

2009年8月6日，值得纪念的日子，奥利弗和凯尔在银屏上分享了第一个吻。正好被 Cristian 撞见，奥利弗矢口否认一切，让凯尔离自己远点儿。凯尔找到了几个朋友，比如 Roxy 和 Cristian。奥利弗和 Layla 发生了关系。奥利弗把这事跟凯尔说了，凯尔和 Nick Chavez 好了起来。奥利弗开始萌生嫉妒。Kim Andrews 和 Stacy Morasco 讨论谁来当新的孩子她爹，要么凯尔刘易斯，要么奥利弗菲什，要么 Schuyler Joplin 。这时菲什还在怀疑自己的性向，他还在深度调查 Lowell 市长的贩毒案。Layla 知道了奥利弗和凯尔在高中的事情，和他分了手。菲什和 Stacy 又来了一次一夜情，睡醒后向自己的室友出了柜。奥利弗的父母正在来 Llanview 的路上。

2009年9月，奥利弗、Brody 和 John 筹备了一个计划营救被绑架的 Starr 和 Hope。奥利弗接受嘉奖，通过电视同步播出，凯尔看着电视很是骄傲。奥利弗发现凯尔在同别人约会，此时此刻，感觉既失望又高兴。奥利弗的父母突袭早到 Llanview，他向他们出柜，此间父母还以为 Cristian 是同性恋。奥利弗的父亲告诉 John 自己儿子是同性恋，John对此没有觉得不妥。

2009年10月，凯尔在 Rodi 酒吧和 奥利弗偶遇，凯尔仍然记得奥利弗爱吃的食物。奥利弗这时很想往前看夺回凯尔了。后来奥利弗得知 Stacy 怀孕了，以为没准自己是父亲，但是 Stacy 一口咬定是 Rex 的。受 Nick 邀请，带着怀疑，他参加了首次 LGBT 活动。他被派去 Manning 的家去逮捕 Ross Rayburn，不得已之下用了“非常”手段制服了他。奥利弗撞见 Nick 向凯尔求婚，他也接受这只是一个“动作”而非法律上的正式连结。心灰意冷的他从凯尔的语言中也放弃了一切希望。在“大婚”的那天，凯尔得知婚礼是正式的连结彼此，做出了一个出人意料的举动。奥利弗在现场做安保，在听到一些恐同者的言论后，挺身而出，通过全国广播电视向所有人出柜，给 Andrew Carpenter 牧师留下了很深的印象。

2009年11月，凯尔觉得婚礼不能这样，了结了和Nick的关系， 并愿意和奥利弗相爱。2009年11月2日，二人正式成为了夫夫。因为一出 Nash Brennan 尸体从墓地丢失的事情，让二人的首次约会泡汤。对首次约会留有残念，二人的激情迅速升温。怕再次被打断，二人决定在 Cristian 和 Layla 的陪同下一起看电影，慢慢发展。当凯尔带着便当来警局给菲什送餐，奥利弗很吃惊警局里很多警官其实很支持他出柜的。Cristian、Layla、奥利弗和凯尔共度了一个美好的感恩节。

2009年12月，奥利弗很嫉妒 Nick 拥抱凯尔。自从大学后二人的首次争吵似乎真的使菲什不愉快。他们真正的首次约会，其实是在 Ultra Violet 俱乐部的《All-American Rejects》的演唱会上。随后二人来到凯尔的小公寓试图做爱。但是二人都接到 Nick 被打的消息，原因就是仇恨同性恋者。病床旁，Nick 说自己实在没出可去，凯尔出于同情和他作陪，奥利弗很是懊恼。和凯尔在一起的时间里，Nick 千方百计想拆散凯尔和奥利弗。最后，凯尔意识到 Nick 的别有用心。在新年前夜的时候和奥利弗完成了第一次“亲密接触”。

## 國內粉絲
Kish在中國也有很多粉絲,由於故事的獲取渠道是從YouTube上,網友剪輯來的視頻.所以理解起來不太容易,所以國內也有專門的字幕組依照這些視頻制作了中文字幕.比較完整的資源有如,同志肥皂盒(Soapone,亦即字幕組官方網站),joeEatChar的YouTube頻道(僅對肥皂盒子的作品進行上傳和歸類).

## 網站鏈接
- 同志肥皂盒(Soapone)
- joeEatChar的YouTube頻道